# Dona Catarina
Dona Catarina (née en 1578 - décédée le 10 juillet 1613), également connue sous le nom de Kusumasana Devi, est une reine titulaire du royaume de Kandy à partir de 1581.

## Biographie

### Origine
Kusumasana Devi est la fille du roi de Kandy Jayavira II Karalliyadde Pandara, qui s'était converti au christianisme sous le nom de Dom Felipe et placé sous la protection des Portugais, à l’instar Dharmapala de Kotte qui avait épousé sa sœur. 
Le nouveau roi de Sitawaka Rajasinha I, qui avait déjà remporté une importante victoire contre les Portugais lors de la bataille de Mulleriyawa en 1559, réussit à annexer le royaume de Kandy en 1581. Le roi Karalliyadde Kumara Bandara (Jayavira II) s'enfuit d'abord dans le royaume de Jaffna, puis se réfugie sous la protection des Portugais à Trinquemalay avec son épouse, ses enfants et son neveu Yamasinghe Bandara (en), le fils de sa sœur. La famille royale est décimée par la variole et seuls survivent Yamasinghe Bandara, âgé de 19 ans, et une enfant, Kusumasana Devi, qui sont convertis au christianisme et baptisés respectivement Dom Felipe et Dona Catarina.  Catarina est élevée à l’européenne par des religieuses. Pendant ce temps le roi Rajasinha I nomme comme gouverneur de Kandy un membre d'une lignée cadette de la famille royale, Virasundara Mudiyanse, de Peradeniya, qu'il fait ensuite mettre à mort pour trahison. Le fils de ce dernier, Konappu Bandara, se réfugie lui-aussi à Colombo chez les portugais où il reçoit le nom de Don João de Austria.

### Règne
Dans l'intervalle, les Portugais de Ceylan élèvent aussi des prétentions sur le royaume de Kandy, en invoquant la donation de Dharmapala de Kotte en 1580 comme précédent. Ils décident en 1590 de reconquérir Kandy et installent en 1592 don Felipe sur le trône, avec don João comme général en chef. Don Felipe meurt peu après, peut-être empoisonné, pendant que Konappu Bandara apostasie, change de camp et se proclame roi sous le nom de Vimaladharmasuriya Ier. Il repousse une attaque de Rajasinha I, qui meurt peu après en mars 1592. Sa disparition entraîne le déclin immédiat du royaume de Sitawaka. Les Portugais tentent alors d'introniser comme reine cliente à Kandy Dona Catarina, qui vivait à Mannar. Le capitaine Pedro Lopes de Sousa entre à Kandy soutenu par quelques partisans, mais s'aliène rapidement la population. Les troupes désertent et le capitaine est vaincu et tué près de Gannoruwa lors de campagne de Danture. Plusieurs franciscains sont tués et d'autres faits prisonniers. Dona Catarina est capturée par le vainqueur, Vimaladharmasuriya, qui l'épouse immédiatement sur le champ de bataille afin de consolider ses droits contestables à la couronne (9 octobre 1594).

### Reine consort
Catarina donne à son époux trois enfants : un fils, Mahastane, héritier présomptif du trône, et deux filles, Sunya Mahadasin et Santana Mahadasin.
Après la mort de Vimaladharmasuriya I en 1604, devenue régente de son fils Mahastane Adahasin, Catarina est contrainte d'épouser le cousin-germain (ou frère ?) du défunt roi, un moine qui abandonne sa robe et qui s'impose en 1609 comme son successeur, Senarath Bandara. Ce dernier épouse simultanément les deux filles de Catarina, qui donne à son second mari trois autres enfants : les princes Wijayapala Astane, Kumarasingha Astane et Madastane. Son fils aîné Mahastane Adahasin meurt le 23 aout 1612, après seulement six jours de maladie. La reine soupçonne le roi de l'avoir fait disparaître afin d'assurer le trône à ses propres descendants. Elle se retire à Kegalle et meurt de chagrin le 10 juillet 1613, à l'âge de 35 ans.

## Articles liés
- Campagne de Danture
- Liste des rois de Kandy
- Liste des souverains de Ceylan